# Kirchstraße 40 (Tangermünde)

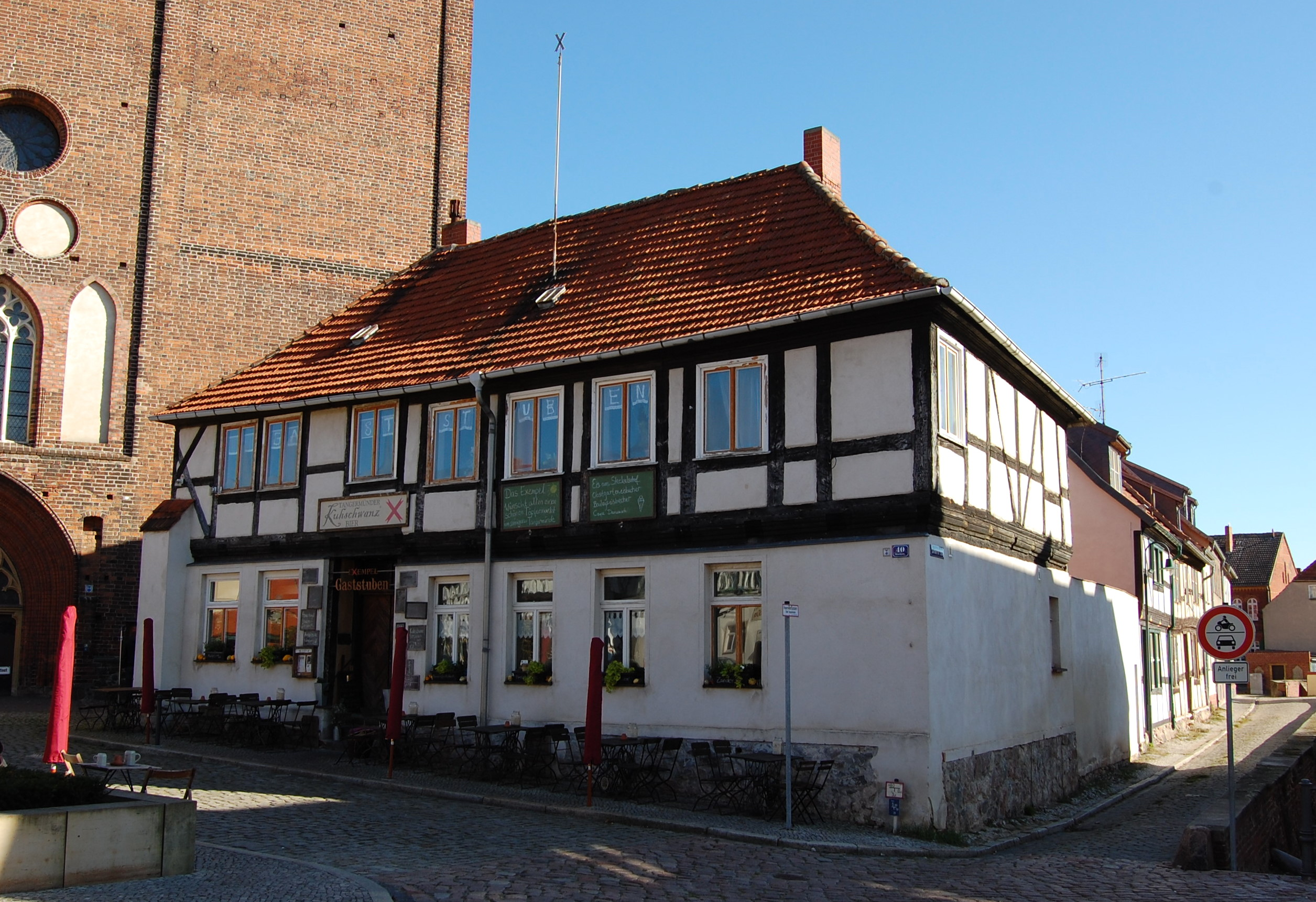
Kirchstraße 40

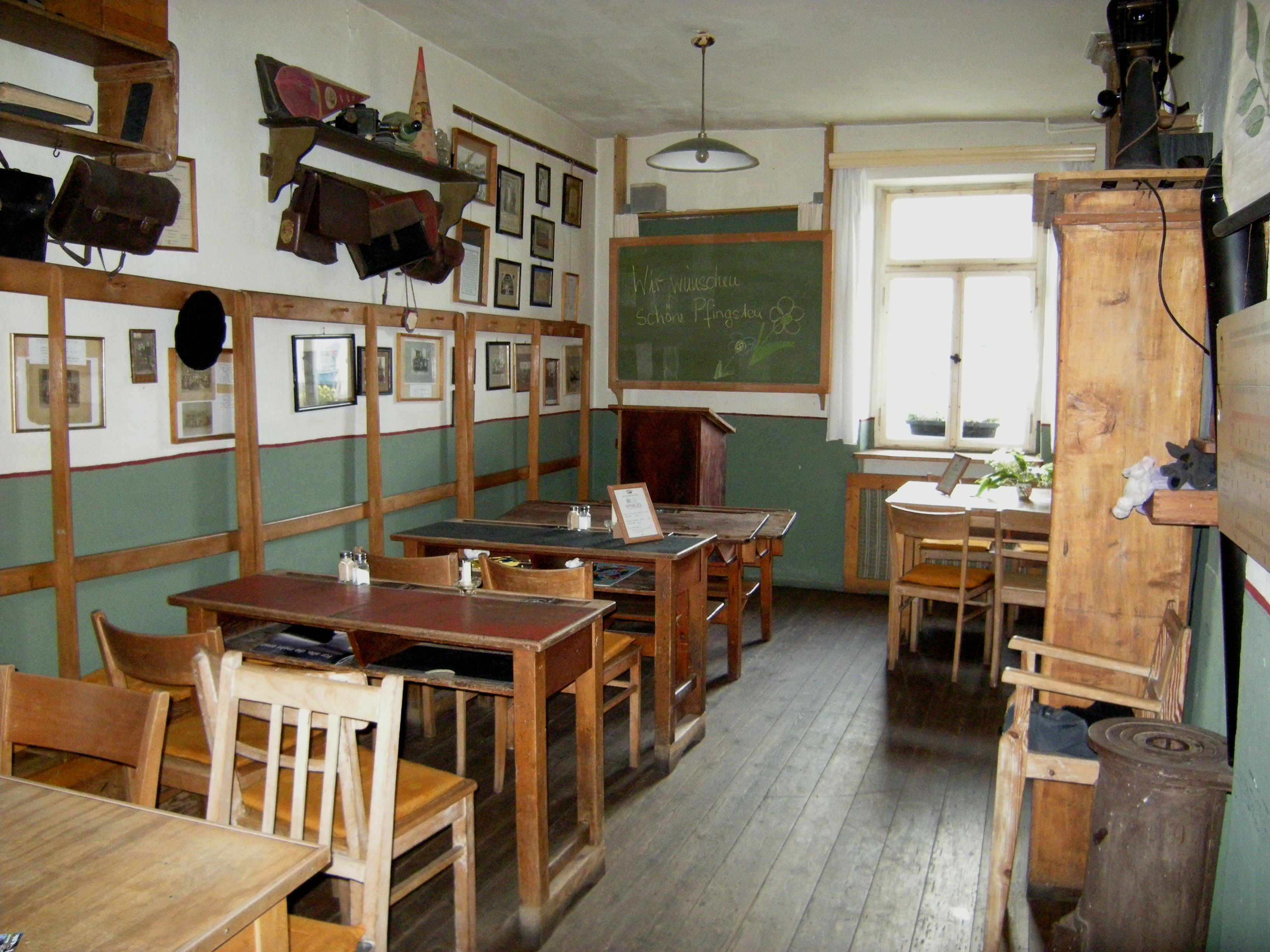
Schulzimmer im Erdgeschoss

Die Kirchstraße 40 ist ein denkmalgeschütztes Gebäude in Tangermünde in Sachsen-Anhalt. Im Gebäude befindet sich heute die Gaststätte Exempel Gaststuben.
Das historische Fachwerkhaus steht unmittelbar westlich der Sankt-Stephan-Kirche. Südwestlich des Hauses beginnt die hinab zur Elbe durch das Elbtor führende Roßfurt.
Das Gebäude diente in der Vergangenheit als Schulhaus. Zugleich war es auch Wohnhaus des Kantors. Ab 1829 befand sich das Haus im Eigentum der Kirche. Bis etwa 1919 befand sich im Erdgeschoss eine vom Kantor geführte Elementarschule.
Im Eingangsbereich des Hauses befindet sich ein Sandsteinfußboden aus der Zeit um 1750. Das Innere des Gebäudes ist heute (Stand 2011) im Erdgeschoss als historische Schule eingerichtet, wobei die Räume zugleich als Gaststuben dienen. In einer Säule des Schulzimmers finden sich in vergangenen Zeiten durch Schüler eingeritzte Initialen. Im gleichfalls für Gasträume genutzten Obergeschoss befindet sich die Küsterwohnung.
In den Exempel Gaststuben wird die Tangermünder Spezialität Kuhschwanzbier ausgeschenkt.